# Karangasem (Terisi)
Karangasem is een bestuurslaag in het regentschap Indramayu van de provincie West-Java, Indonesië. Karangasem telt 5542 inwoners (volkstelling 2010).